# شهرستان هیوود (کارولینای شمالی)
شهرستان هیوود، کارولینای شمالی (به انگلیسی: Haywood County, North Carolina) یک سکونتگاه مسکونی در ایالات متحده آمریکا است که در کارولینای شمالی واقع شده‌است.

## خصوصیات
شهرستان هیوود ۱٬۴۳۷٫۴۵ کیلومترمربع مساحت دارد.